# 華賀維治

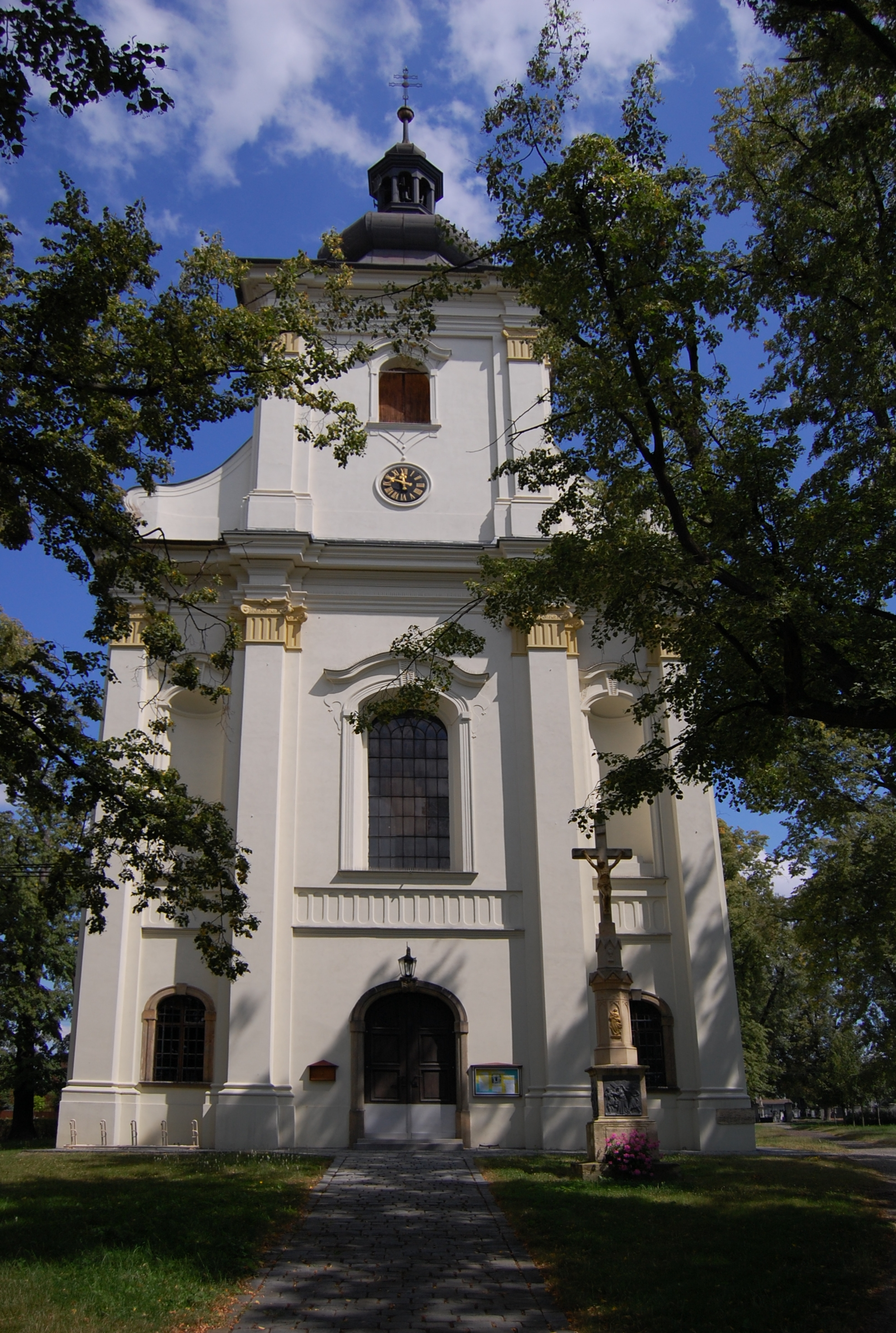
華賀維治的聖Bartholomew教堂

華賀維治是捷克奧洛穆克州的一條村，鄰近於普羅斯捷約夫，於1337年建成。他是普羅斯捷約夫七個行政區之一，人口約為3,400人。